# 11615 Naoya
11615 Naoya è un asteroide della fascia principale. Scoperto nel 1996, presenta un'orbita caratterizzata da un semiasse maggiore pari a 3,1796202 UA e da un'eccentricità di 0,1613538, inclinata di 2,52751° rispetto all'eclittica.